# Alauda leucoptera
La calandria aliblanca (Alauda leucoptera) es una especie de ave paseriforme de la familia Alaudidae que vive en Eurasia.

## Distribución y hábitat
Se encuentran principalmente en Asia Central y Rusia suroccidental, en las estepas templadas al oeste del macizo de Altái. Es parcialmente migratoria, las aves de poblaciones norteñas tienden a desplazarse hacia el sur y suroeste en invierno, llegando hasta el Cáucaso y el norte del mar Negro por el oeste, y hasta Turkmenistán y el norte de Irán por el sur. Las aves del sur son principalmente sedentarias. En Europa Occidental es un divagante muy raro.

## Descripción
Es grande y robusto, por lo general 17 a 19 cm de longitud, con una envergadura de 35 cm. Ambos sexos pesan alrededor de 44 g. En vuelo, es inconfundible por su patrón de las alas sorprendente: con las plumas de vuelo exteriores de color negro y blancas plumas de vuelo interno, y el resto del ala de color castaño. Su cuerpo es negro con rayas grises por encima y blanquecino por debajo. El macho adulto tiene una corona de color castaño, pero los sexos son por lo demás similares.

## Comportamiento

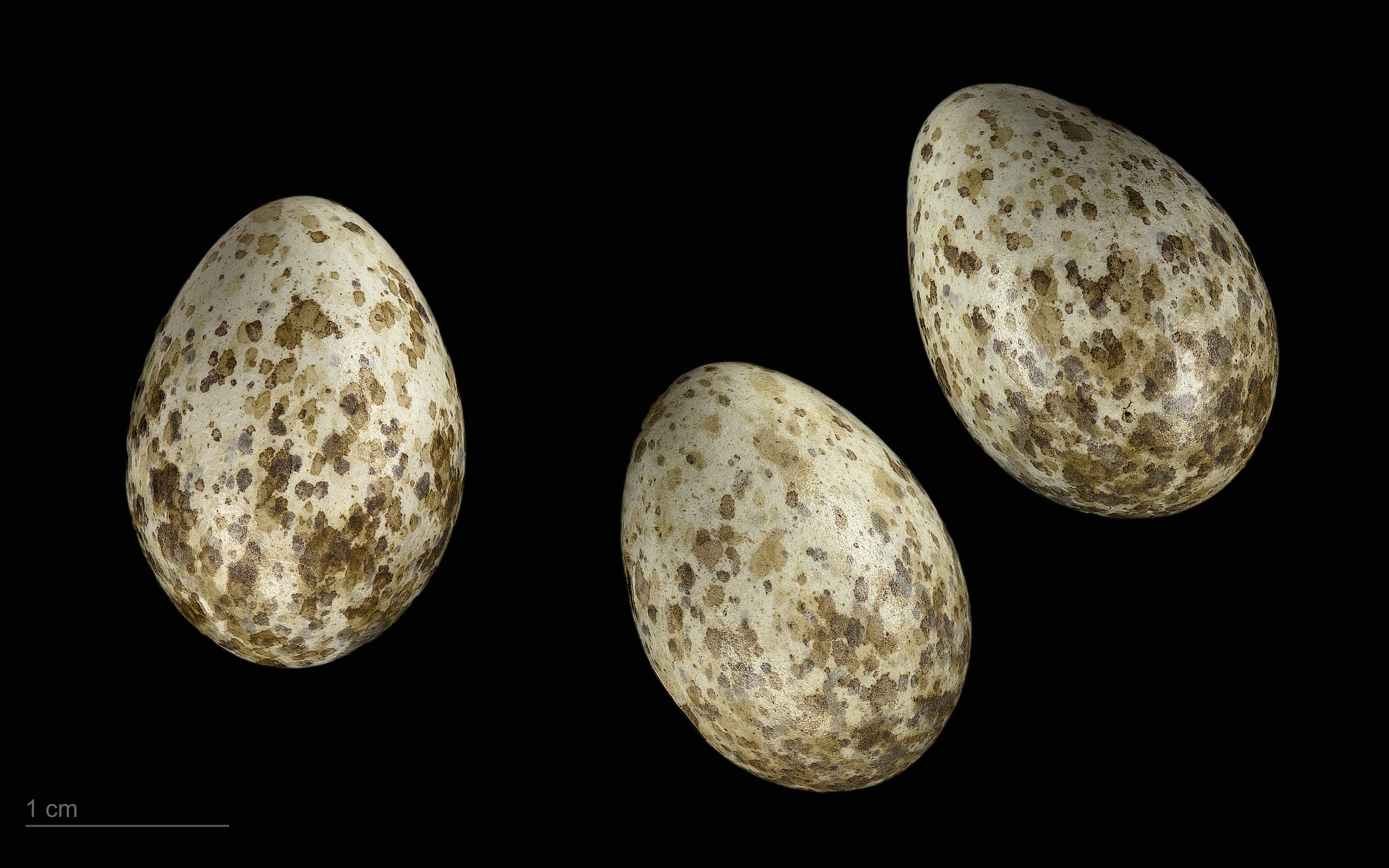
Alauda leucoptera

Vive en lugares secos, en las estepas abiertas y llanuras. Anida en el suelo, con una puesta de 3-8 huevos por nidada. Su dieta consiste en semillas e insectos durante la época de reproducción. Es gregario durante el invierno.